# Кенг-Кюёль (Верхневилюйский улус)
Кенг-Кюёль (якут. Киэҥ Күөл — широкое озеро) — село в Верхневилюйском улусе Якутии России. Входит в состав Сургулукского наслега.

## География
Село находится в северо-западной части республики, в пределах географической зоны таёжных лесов Вилюйского плато Среднесибирского плоскогорья, в болотистой местности, на расстоянии 11 км от села Багадя, центра наслега, и 161 км от села Верхневилюйск, административного центра района.

### Климат
В населённом пункте, как и во всем районе, климат резко континентальный, с продолжительным зимним и коротким летним периодами. Суммарная продолжительность периода со снежным покровом 6-7 месяцев в год. Среднегодовая температура составляет 11,1 °С.

## История
Согласно Закону Республики Саха (Якутия) от 30 ноября 2004 года N 173-З N 353-III село вошло в образованное муниципальное образование Сургулукский наслег.

## Население
| 2002 | 2010 | 2021 |
| ---- | ---- | ---- |
| 0    | →0   | →0   |

## Экономика
Было развито животноводство (мясо-молочное скотоводство, мясное табунное коневодство).

## Транспорт
- Зимник